# 3e brigade marocaine
Pour les articles homonymes, voir 3e brigade et Brigade marocaine.
La 3e brigade du Maroc est une ancienne brigade de l'armée française composée de bataillons de tirailleurs et de zouaves.

## Historique

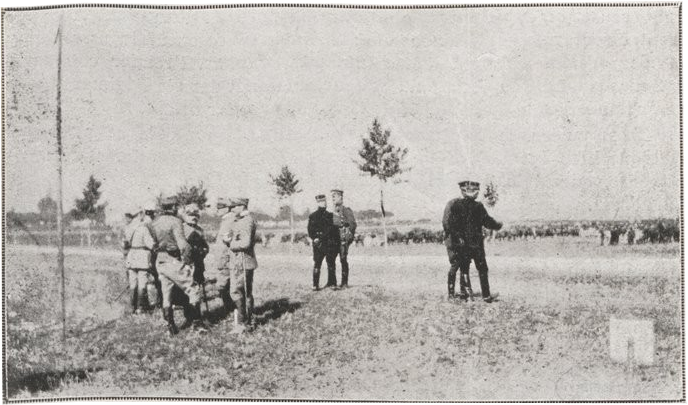
Prise d'armes au cours de laquelle le 9e régiment de zouaves reçoit son drapeau des mains du président français Raymond Poincaré en 1915.

Après le début de la Première Guerre mondiale, la mobilisation nationale entraîne le détachement de plusieurs troupes de zouaves et de tirailleurs en provenance d'Afrique du Nord, dont la 37e division d’infanterie, la 38e division d’infanterie, la division de marche du Maroc et la brigade de chasseurs indigènes,. 
Cependant, le ministre de la Guerre décide au milieu du mois d’août 1914 de mobiliser un deuxième détachement de soldats composé de la 45e division d’infanterie, la 3e brigade du Maroc et la 4e brigade du Maroc. La 3e brigade du Maroc est alors composée de 6 bataillons, répartis en deux régiments de marche : le premier est composé de 3 bataillons de zouaves, et le second d'un bataillon de zouaves et de 2 bataillons de tirailleurs. Elle se retrouve incorporée 17 avril 1915, dans la 153e division.
Le 24 août 1915, non loin de Saint-Nicolas-de-Port, le président de la République Raymond Poincaré accompagné du roi des Belges Albert Ier passe en revue la Brigade et lui décerne ses drapeaux décorés de la Croix de Guerre. Il prononce le discours suivant au 9e régiment de zouaves de la 3e brigade du Maroc :

« Officiers, Sous-Officiers, Soldats,
Ce n'est pas sans une profonde émotion que je remets aujourd'hui à la 3e brigade Marocaine, en présence de S. M. le Roi des Belges, les drapeaux où votre bravoure a, dès maintenant, épinglé tant de glorieux souvenirs. [...] Recevez ces drapeaux, couvrez les d'un gloire nouvelle, et faites les flotter bientôt avec ceux de toutes les nations alliées sur l'Europe affranchie »

— Raymond Poincaré